# جامعة باريس السوربون

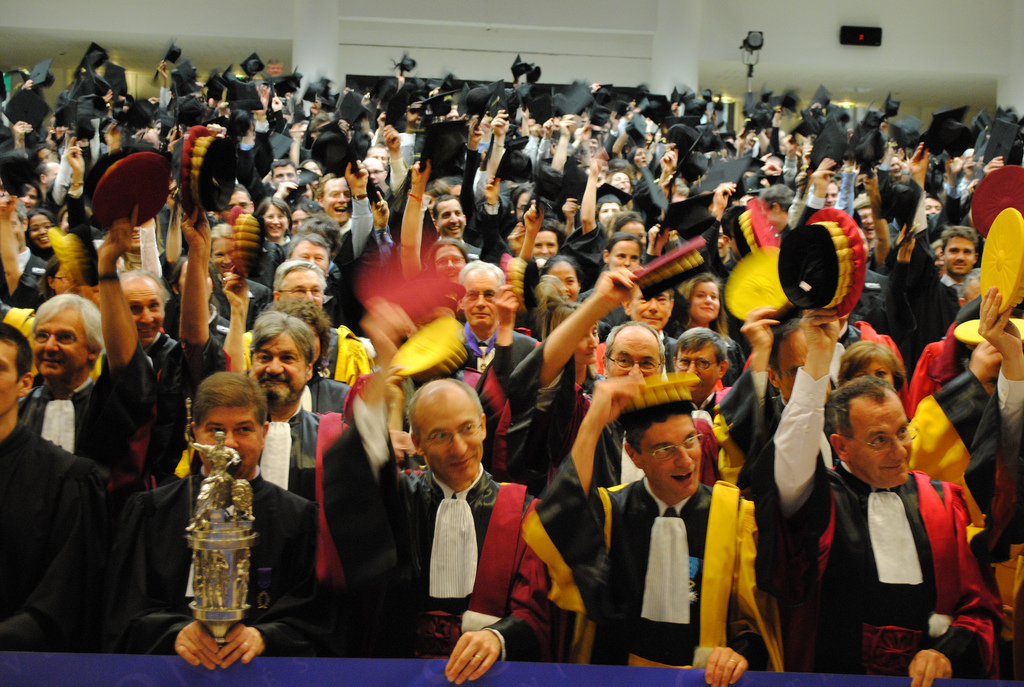
هي الجامعة الحكومية الوحيدة التي تعمل حفل تخرج لطلابها بشكل تقليدي

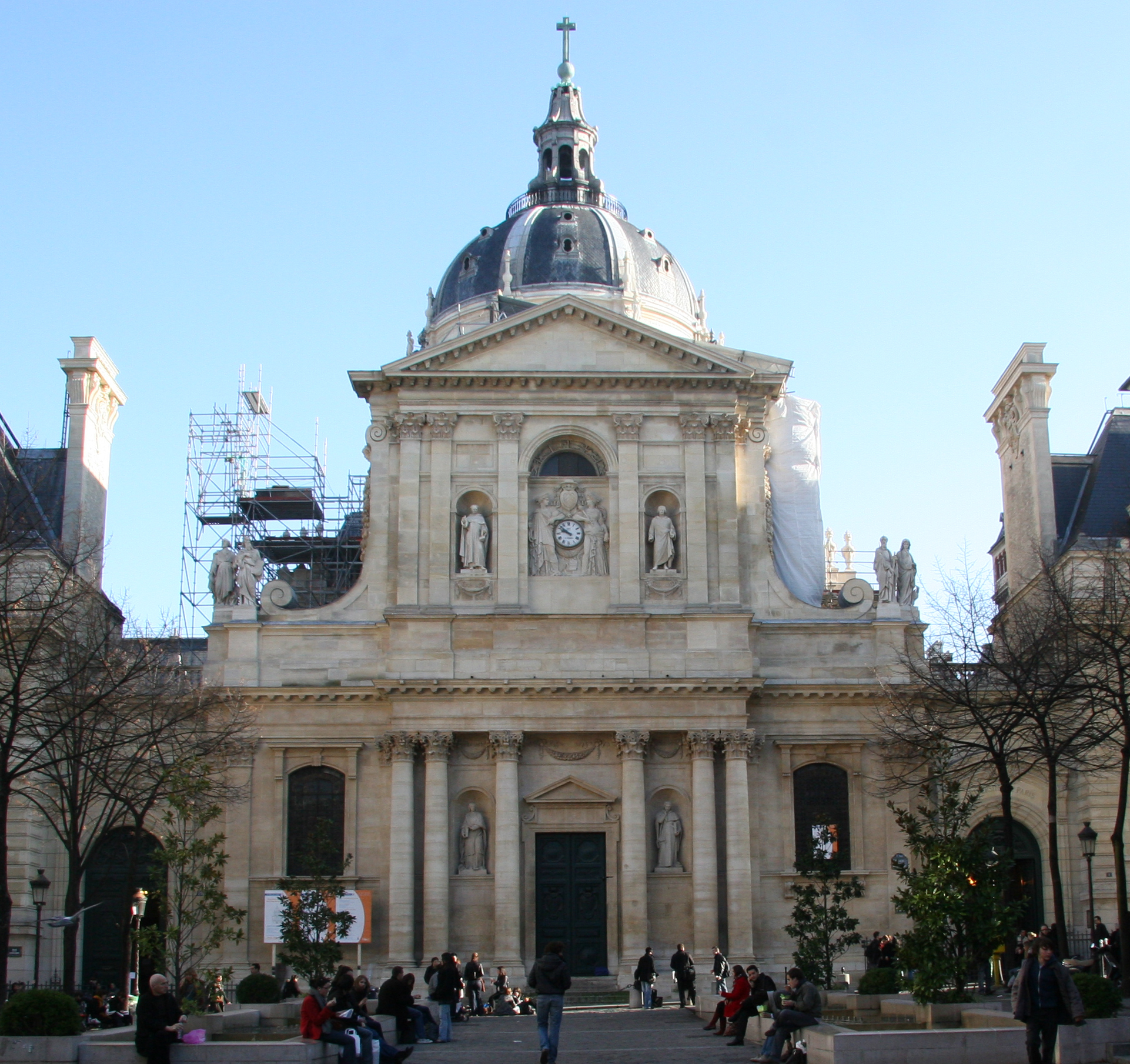
جامعة السوربون باريس الرابعة

جامعة باريس السوربون بالفرنسية (Université Paris-Sorbonne)
هي جامعة فرنسية تأسست في عام 1971، وهي متخصصة في الآداب والفنون والعلوم الإنسانية. مقرها في المبنى الأساسي لجامعة السوربون الذي بُنِي في عام 1896 ميلادية.
منذ عام 2010 ، شاركت في مشروع جامعة السوربون مع جامعة بيير وماري كوري ، و المتحف الوطني للتاريخ الطبيعي في باريس . هذا التحالف هو أصل جامعة السوربون الجامعة الذي ولد في 1 شباط/ يناير 2018.

## التاريخ
على إثر تقسيمات جامعة السوربون في سبعينيات القرن الماضي، تم إنشاء عدة جامعات حمل بعضها اسم السوربون مضافاً له كلمة مثل باريس الأولى (السوربون بانتيون) باريس الثالثة (السوربون الجديدة) و ولكن بقيت باريس الرابعة تسمى بـ(جامعة السوربون) وهي كانت بذرة الشكل الجديد لجامعة : جامعة السوربون.

## تاريخ البناء
السوربون هو مبنى في الحي اللاتيني في الدائرة الخامسة ، ومن ممتلكات مدينة باريس. يأخذ اسمه من عالم اللاهوت والقسيس القديس لويس في القرن الثالث عشر : روبرت دي سوربون وهو مؤسس كلية السوربون في جامعة باريس، الكلية المكرسة للاهوت. يستخدم مصطلح السوربون أيضا من قبل الكناية لتسمية جامعة باريس السابقة وذلك في إطارالنظام القديم يعني من 1200 إلى 1793 أي قبل الثورة الفرنسية، ثم من عام 1896 إلى عام 1971. الواجهة الباروكية هي كنيسة سانت أورسولا، التي اكتمل بناؤها في عام 1642. وتستخدم هذه الأخيرة، التي تم فصلها منذ قانون الفصل بين الكنائس والدولة، لحفلات الاستقبال أو المعارض. تأسست اللجنة الأولمبية الدولية في جامعة السوربون على يد بيير دي كوبرتان في 23 يونيو 1894.
مبنى السوربون هو مقرّ لأكاديمية باريس ومستشاري جامعات باريس. وهو مقر لجامعة السوربون (باريس الرابعة) ويضم جزءاً من أنشطة جامعة باريس الأولى، وكذلك جامعة باريس الثالثة، ومنذ 2018 المبني هو مقر لجامعة السوربون الجامعة التي تشكل باريس الرابعة حجلر الأساس له.
مصلى جامعة السوربون هو موضوع التصنيف كنصب تذكاري تاريخي منذ 10 فبراير، 1887. إن المدرج الكبير (من بين غرف وصالات أخرى) هو موضوع التصنيف كنصب تذكاري تاريخي منذ 30 سبتمبر 1975. تم تسجيل جميع المباني (واجهات وسقوف) كأثار تاريخية منذ 30 أيلول / سبتمبر عام 1975.

## الموقع
في الحي اللاتيني في قلب باريس وفي الدائرة الخامسة تقع هذه الجامعة، وهي تحتل حصة الأسد من المبنى التاريخي لجامعة السوربون فالجزء الشرقي من هذا المبنى مخصص لجامعة باريس الرابعة وكذلك الجزء الجنوبي الشرقي حيث يوجد قسم اللغة العربية في جامعة السوربون.

## المكتبة
في كل قسم من أقسام الجامعة يوجد مكتبة خاصة به والمكتبة الرئيسية هي مكتبة السوربون العامة والتي تضم أكثر من 700 ألف كتاب ووثيقة وتقع فوق القسم الإداري لباريس الرابعة وفوق بعض المدرجات .

## أقسام الجامعة

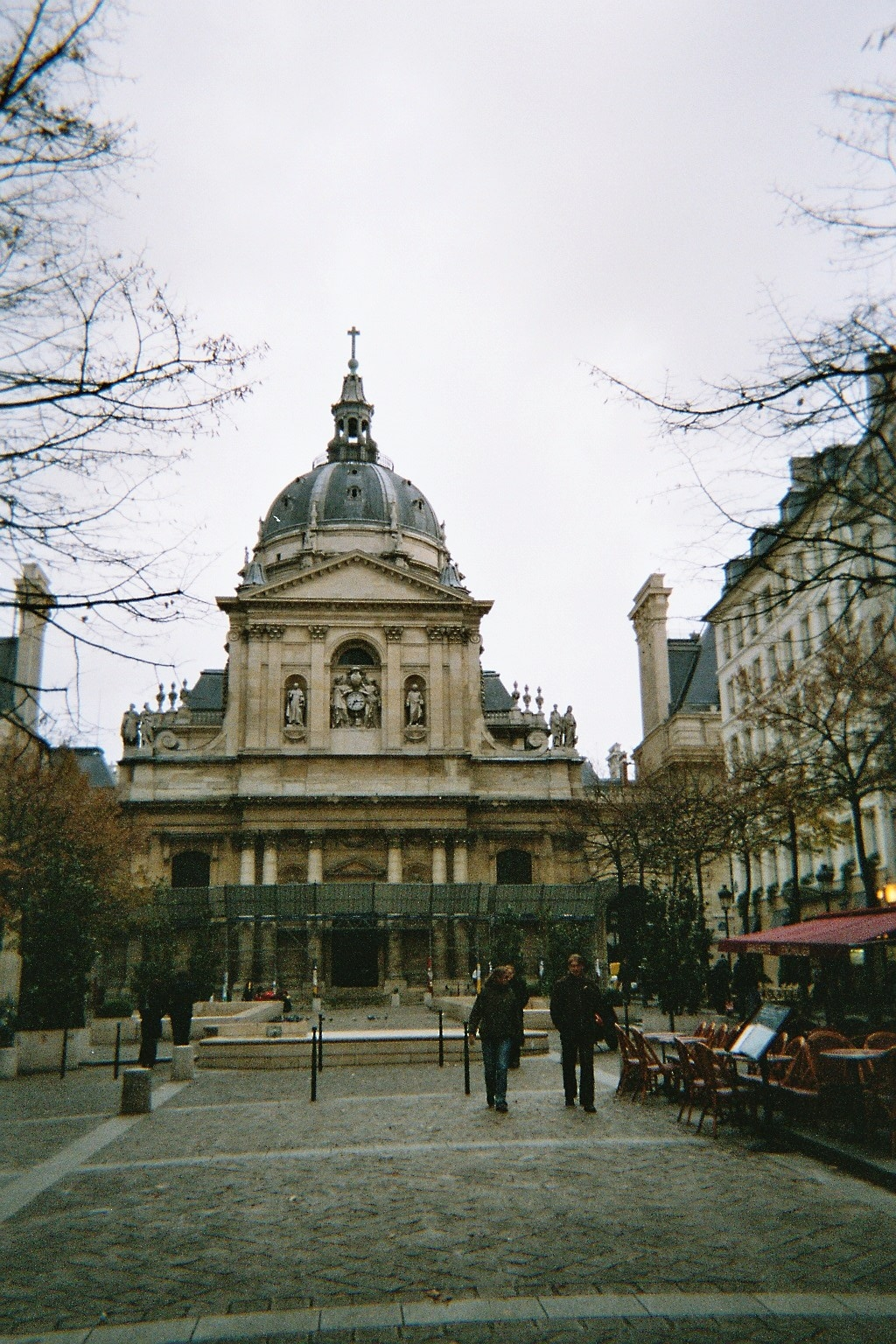
ساحة السوربون

الجامعة مختصة بالعموم بالآداب واللغات، إن أكبر أقسام الجامعة هو قسم اللغة الفرنسية و يوجد العديد من الأقسام الأخرى مثل قسم الأدب الفرنسي وقسم الفلسفة وقسم التاريخ وقسم الدراسات العربية وقسم الموسيقى الذي يعتبر الأعرق في الجامعات الفرنسية، ويوجد قسم للغة الإنكليزية وقسم للإسبانية وكذلك لغات أوروبا الشرقية ولكن في بناء مختلف في حي مالزيرب.
أفتتح فرع لهذه الجامعة في أبو ظبي وسمي جامعة السوربون أبو ظبي.

## مدرسة الدكتوراه
تعتبر أهم مدرسة دكتوراه في فرنسا، تضم هذه الجامعة خمس مدارس دكتوراه، كالمدرسة الأولى في التاريخ والثانية في الادب ... والخامسة في اللسانيات واللسانيات المعلوماتية.

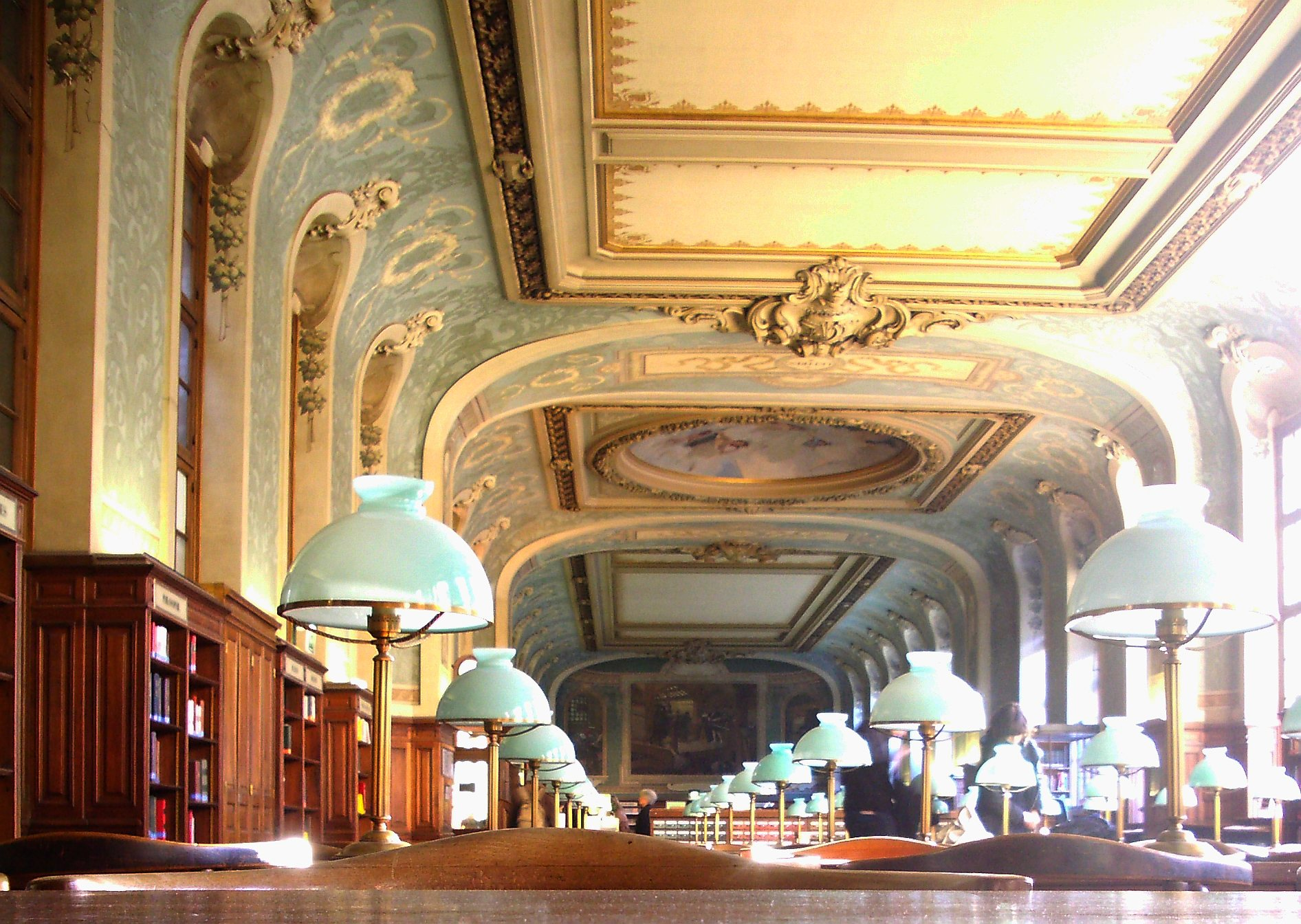
مكتبة السوربون

## انظر ايضاً
- جامعة السوربون
- جامعة السوربون الجامعة
- جامعة السوربون أبو ظبي
- حديقة النباتات
- البانتيون
- الحي اللاتيني
- المجلس الوطني للجامعات (فرنسا)